# Мид, Джон, 1-й граф Клануильям
Джон Мид, 1-й граф Клануильям (англ. John Meade, 1st Earl of Clanwilliam; 21 апреля 1744 — 19 октября 1800) — англо-ирландский дворянин, известный как сэр Джон Мид, 4-й баронет, с 1744 по 1766 год. Его распутство и безрассудные траты привели к продаже родового поместья.

## Биография
Родился 21 апреля 1744 года. Единственный сын сэра Ричарда Мида, 3-го баронета (1697—1744), и его жены Кэтрин Притти, дочери Генри Притти из Килбоя. Он получил образование в Тринити-колледже (Дублин) и в Дублинском университете.
26 мая 1744 года после смерти своего отца Джэон Мид унаследовал титул 4-го баронета Мида из Баллинтаббера (графство Корк) и поместья стоимостью около 10 000 фунтов стерлингов в год в графствах Корк, Килкенни и Типперэри.
С 1764 по 1766 год Джон Мид заседал в Ирландской палате общин от Банагера.
17 ноября 1766 года ему были пожалованы титулы виконта Клануильяма в графстве Типперэри и барона Гилфорда из Гилфорда в графстве Даун, что сделало его членом Ирландской палаты лордов.
Виконт Клануильям тратил большие суммы на скачки, азартные игры и содержание любовниц. В 1779 году политик Хорас Уолпол повторил слух, почти наверняка преувеличенный, о том, что лорд Клануильям организовал убийство одного из своих романтических соперников.
20 июля 1776 года для него был создан титул 1-го графа Клануильяма в системе Пэрства Ирландии. Это, вероятно, усугубило ситуацию, поощряя такие хвастовские действия, как держать день открытых дверей в своем таунхаусе (ныне часть Ньюман-хауса) на Сент-Стивенс-Грин в Дублине. Около 1783 года личная собственность Клануильямов была конфискована и продана с аукциона. К 1787 году его долги выросли до более чем 72 135 фунтов стерлингов. Лорд Клануильям был вынужден продать и заложить свои поместья в графствах Корк и Килкенни, чтобы погасить долги; им также было поручено предоставить приданое его дочерям Энн и Кэтрин в 1788 и 1789 годах. Поскольку эти поместья обеспечивали содержание его старшего сына, лорда Гилфорда, последний вместо этого получал 1700 фунтов стерлингов в год из поместий в графствах Типперэри и Даун.
Долг все еще составлял 31 327 фунтов стерлингов в 1791 году и вырос до 46 251 фунта стерлингов в 1795 году. Лорд Клануильям оказался вынужден начать ликвидацию поместья Типперэри в 1793 году. Этот процесс, который продолжался до 1805 года, за счет предоставления частей его оставшимся младшим детям. Для разрыва наследства требовалось согласие лорда Гилфорда, но, поскольку он имел собственные долги и женился на богемной католической дворянке, графине Кэролайн Тун, без одобрения своих родителей в октябре 1793 года. Ему было предоставлено небольшое содержание из поместья его матери в графстве Даун, и он остался жить в Вене.
К сентябрю 1800 года лорд Клануильям сильно страдал от водянки и оставил жену в Гилл-Холле, в поместье Гилфорд, ради любовницы и своего таунхауса в Дублине. Он скончался в Дублине 19 октября, по словам его внука, 3-го графа Клануильяма, «растратив до последней гинеи поместья семьи Мид в Корке и Типперэри». Он был похоронен в Дублине.

## Личная жизнь

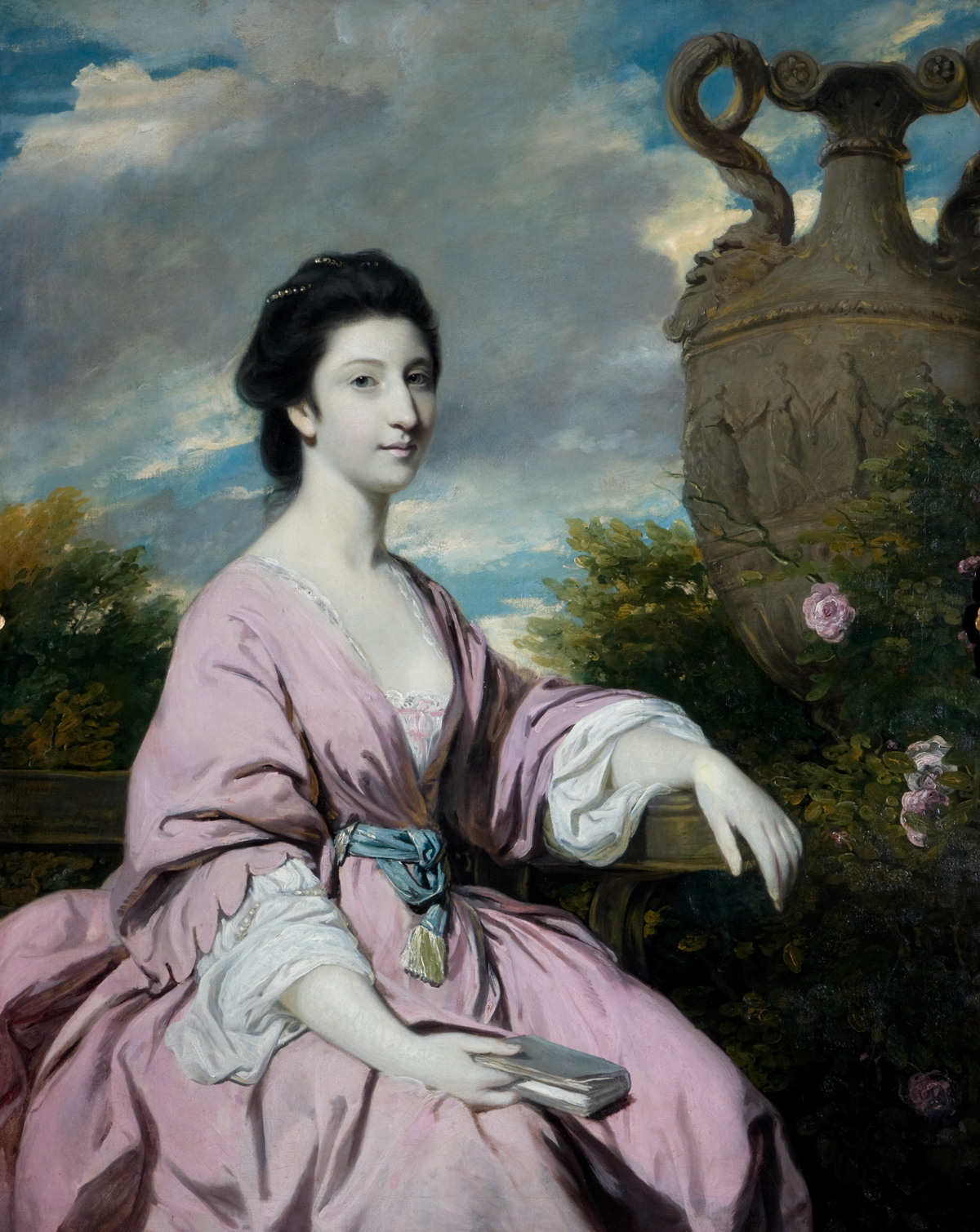
Теодосия Мид, графиня Улануильям (1743—1817), автор картины — Джошуа Рейнольдс

29 августа 1765 года Джон Мид женился на Феодосии Мэгилл (5 сентября 1743 — 2 марта 1817), дочери Роберта Хокинса-Мэгилла и леди Энн Блай, богатой наследнице с поместьями в Гилфорде и Ратфриленде, графство Даун, стоимостью 4000 фунтов стерлингов в год. Брачное соглашение предусматривало ей выплату в размере 3500 фунтов стерлингов в год, если она переживет своего мужа Джона Мида, из которых 2500 фунтов стерлингов должны были быть отнесены на счет его поместий в графстве Типперэри.
У супругов было пять сыновей и пять дочерей:
- Ричард Мид, 2-й граф Клануильям (10 мая 1766 — 3 сентября 1805), старший сын и преемник отца.
- Леди Энн Мид (24 апреля 1768—1826), в 1788 году она вышла замуж за Уильяма Уэйли, второго сына Ричарда Чапелла Уэйли.
- Леди Кэтрин Мид (7 октября 1770 — 17 февраля 1793), в 1789 году она вышла замуж за Ричарда Уингфилда, 4-го виконта Пауэрскорта.
- Достопочтенный Роберт Мид (29 февраля 1772 — 11 июля 1852), женатый на Энн Луизе Даллинг[9], был исполняющим обязанности губернатора Капской колонии (1813—1814).
- Леди Феодосия Сара Фрэнсис Мид (1773-13 декабря 1853), в 1798 году она вышла замуж за Джона Крэдока, 1-го барона Хаудена[англ.].
- Достопочтенный Джон Мид (около 1775 — 6 августа 1849), генерал-лейтенант
- Достопочтенный Пирс Мид (1776 — 22 ноября 1835), архидиакон Дромора, женился на Элизабет, дочери Томаса Перси (епископа Дромора).
- Достопочтенный Эдвард Мид (? — 8 марта 1801), получил образование в Уодхэм-колледже в Оксфорде был зачислен в 40-й пехотный полк, убит в битве при Абукире.
- Леди Мелозина Аделаида Мид (около 1781 — 26 марта 1866), в 1801 году она вышла замуж за Джона Брабазона, 10-го графа Мита.
- Леди Мария Роуз Арабелла Сара Мид (1782 — 7 февраля 1876).